# Aldo Beraldo
Pour les articles homonymes, voir Beraldo.
Aldo Beraldo, né le 4 avril 1941 à Salvatronda di Castelfranco Veneto (Vénétie), est un coureur cycliste italien, professionnel de 1962 à 1968. Il s'est classé deuxième d'une étape sur le Tour d'Italie 1962.

## Palmarès
- 1961
  - Trofeo Piva

## Résultats sur les grands tours

### Tour d'Italie
4 participations
- 1962 : 32e
- 1963 : abandon
- 1964 : 67e
- 1965 : abandon